# Dryopteris submontana
Dryopteris submontana là một loài thực vật có mạch trong họ Dryopteridaceae. Loài này được Fraser-Jenk. miêu tả khoa học đầu tiên.